# Sierra Imataca
Sierra Imataca es una población en el Delta Amacuro, capital del municipio Casacoima, en Venezuela.

## Población
Su población es de 31.691 habitantes (censo 2011).

## Ubicación
8,3953° N 
-62,4533° O